# Daniel Zampieri
Daniel Zampieri (Roma, 22 maggio 1990) è un pilota automobilistico italiano.

## Carriera

### Formula Renault
Nato a Roma, Daniel, dopo una carriera di due anni nei kart internazionali, Zampieri si spostò in Formula Renault con BVM Racing nel 2006. Fece il suo debutto nella Formula Renault italiana a Spa-Francorchamps, dove concluse 17º e 18º. Il suo miglior arrivo in campionato giunse in un altro evento che accompagnava la Formula 1, a Hockenheim, quando chiuse 11º in gara-1. Prese parte anche a sei gare di Eurocup per BVM, con miglior risultato ancora un 11º posto a Barcellona. Per guadagnare più esperienza in Formula Renault, Zampieri si impegnò a correre nella serie invernale della Formula Renault italiana. Concluse il campionato al 9º posto con 50 punti, in parità con Nicola de Marco.
Zampieri passò alla Cram Competition per la stagione 2007, correndo nuovamente nella serie italiana e in quella europea. Arrivò nella top 10 per la prima volta, concludendo 10º a Magny-Cours e consegnandogli il 22º posto finale, a pari punti con Jules Bianchi. Raggiunse anche altri risultati eccellenti nella serie italiana, nella quale chiuse tre volte nella top 10, tra cui un 6º posto a Spa e arrivando 15º assoluto in campionato. Tornò ancora nella serie invernale e concluse 2º (davanti a Fabio Onidi nonostante la parità di punteggio) dietro a César Ramos, che ottenne il massimo punteggio nel campionato di quattro gare.
Tornò alla BVM nel 2008, la sua terza stagione in questa categoria, dividendo il box con il suo rivale della serie invernale, Ramos e il britannico Adrian Quaife-Hobbs. Nell'Eurocup, Zampieri ottenne nuovamente il suo miglior risultato in Belgio, a Spa. Un 4º posto in gara-1 fu seguito dal suo primo podio, con il 3º in gara-2. Dopo Spa, segnò solo un altro punto e concluse 10º in campionato. Chiuse una posizione più in alto la serie italiana, ma non riuscì ancora a vincere una gara, con migliore risultato un 2º posto ottenuto in gara-1 a Vallelunga.

### Formula 3
Zampieri passò alla Formula 3 nella serie italiana nel 2009, correndo nuovamente con BVM. Zampieri vinse il campionato con quindici punti di vantaggio su Marco Zipoli. Vinse quattro gare, ottenne cinque pole position e segnò tre giri veloci nel corso della stagione. Corse anche nell'evento extra campionato Masters di Formula 3 a Zandvoort, concludendo 21º.

### GP2 Series
Zampieri corse nella GP2 Asia Series nel 2009-2010 per Rapax Team, che prese il posto della Piquet GP dopo il primo round della stagione.

### Formula Renault 3.5 Series

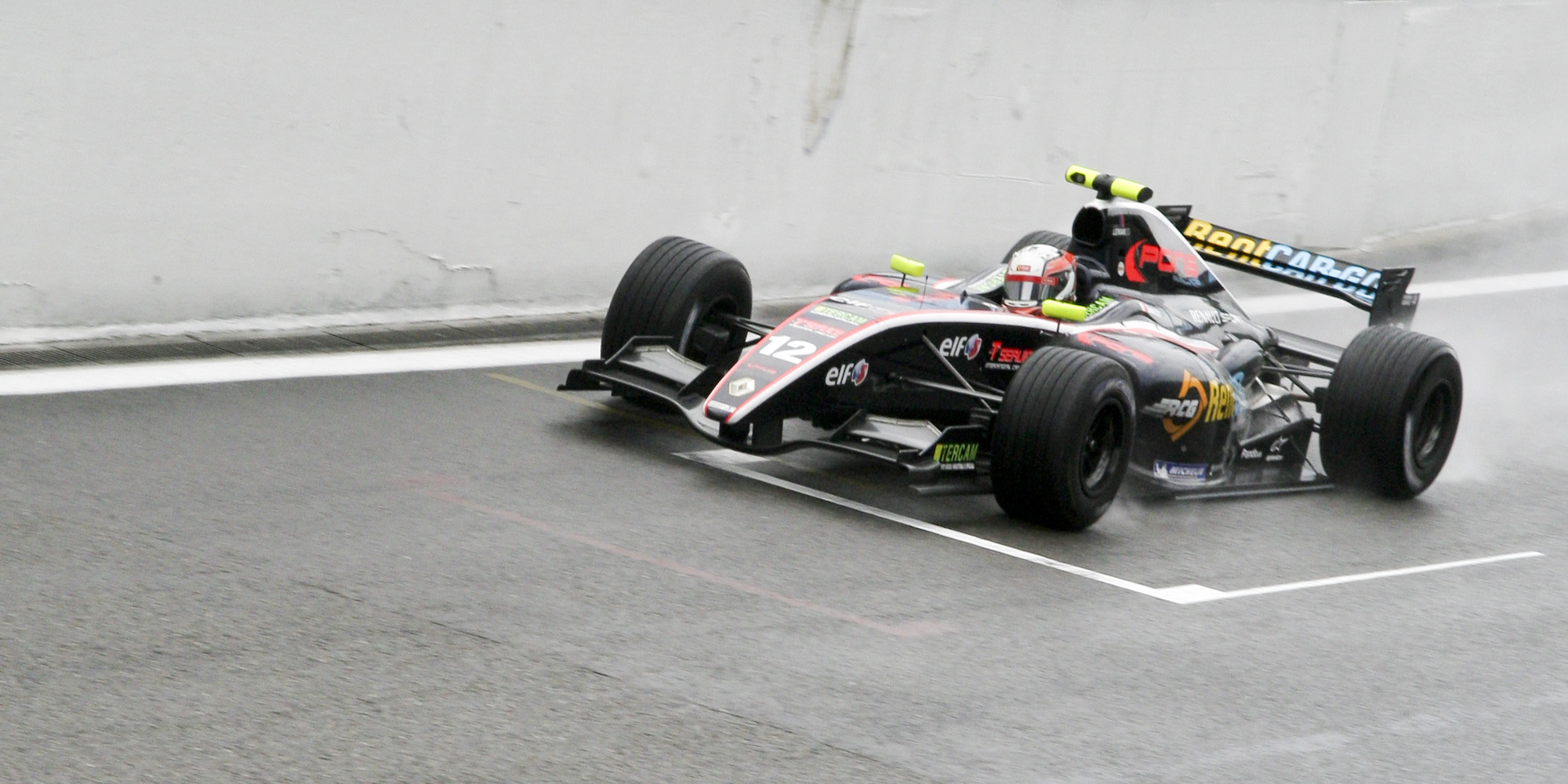
Zampieri guida una Pons Racing a Spa–Francorchamps nel 2010.

Zampieri passò alla Formula Renault 3.5 Series per il 2010, con Federico Leo alla Pons Racing. Chiuse la stagione al 9º posto dopo essersi assicurato delle posizioni sul podio ad Aragón e a Spa-Francorchamps. La sua stagione, comunque, non fu senza ostacoli. Fu squalificato da gara-2 ad Hockenheim e Barcellona ed escluso da gara-1 a Silverstone dopo un alterco con il capo di ISR Racing Igor Salaquarda dopo che Zampieri affermò che il loro pilota Filip Salaquarda lo aveva bloccato durante le qualifiche.
Dopo aver provato molto per il team nel corso dell'anno, Zampieri si unì al team BVM-Target per il 2011, correndo con Sergio Canamasas.

## Risultati

### Sommario
| Stagione | Serie                                      | Team                | Gare | Vittorie | Pole | Gpv | Podi | Punti | Pos. |
| -------- | ------------------------------------------ | ------------------- | ---- | -------- | ---- | --- | ---- | ----- | ---- |
| 2006     | Eurocup Formula Renault 2.0                | BVM Minardi         | 6    | 0        | 0    | 0   | 0    | 1     | 28º  |
| 2006     | Formula Renault italiana                   | BVM Minardi         | 9    | 0        | 0    | 0   | 0    | 0     | N.C. |
| 2006     | Formula Renault italiana 2.0 Winter Series | BVM Minardi         | 4    | 0        | 0    | ?   | 0    | 50    | 9º   |
| 2007     | Eurocup Formula Renault 2.0                | Cram Competition    | 14   | 0        | 0    | 0   | 0    | 4     | 22º  |
| 2007     | Formula Renault italiana                   | Cram Competition    | 14   | 0        | 0    | 1   | 0    | 80    | 15º  |
| 2007     | Formula Renault italiana 2.0 Winter Series | Cram Competition    | 4    | 0        | 0    | 0   | 1    | 86    | 2º   |
| 2008     | Eurocup Formula Renault 2.0                | BVM Minardi         | 12   | 0        | 0    | 1   | 1    | 20    | 12º  |
| 2008     | Formula Renault italiana                   | BVM Minardi         | 14   | 0        | 0    | 0   | 2    | 158   | 9º   |
| 2009     | Formula 3 italiana                         | BVM – Target Racing | 16   | 4        | 5    | 3   | 9    | 173   | 1º   |
| 2009     | Masters di Formula 3                       | BVM – Target Racing | 1    | 0        | 0    | 0   | 0    | N/A   | 21º  |
| 2009     | Gran Premio di Macao                       | Prema Powerteam     | 1    | 0        | 0    | 0   | 0    | N/A   | N.C. |
| 2009–10  | GP2 Asia Series                            | Piquet GP           | 6    | 0        | 0    | 0   | 0    | 0     | 22º  |
| 2009–10  | GP2 Asia Series                            | Rapax Team          | 6    | 0        | 0    | 0   | 0    | 0     | 22º  |
| 2010     | Formula Renault 3.5 Series                 | Pons Racing         | 16   | 0        | 0    | 1   | 2    | 51    | 9º   |
| 2011     | Formula Renault 3.5 Series                 | BVM–Target          | 17   | 0        | 0    | 0   | 0    | 29    | 16º  |

### Risultati in GP2 Asia Series
(legenda) (Le gare in grassetto indicano la pole position) (Gare in corsivo indicano Gpv)
| Anno    | Team       | 1           | 2            | 3            | 4           | 5           | 6          | 7        | 8        | Pos. | Punti |
| ------- | ---------- | ----------- | ------------ | ------------ | ----------- | ----------- | ---------- | -------- | -------- | ---- | ----- |
| 2009–10 | Piquet GP  | ABU1 FEA 15 | ABU1 SPR Rit |              |             |             |            |          |          | 22º  | 0     |
| 2009–10 | Rapax Team |             |              | ABU2 FEA Rit | ABU2 SPR 15 | BHR1 FEA 11 | BHR1 SPR 8 | BHR2 FEA | BHR2 SPR | 22º  | 0     |

### Risultati in Formula Renault 3.5 Series
(legenda) (Le gare in grassetto indicano la pole position) (Gare in corsivo indicano Gpv)
| Anno | Team        | 1       | 2         | 3        | 4       | 5         | 6         | 7        | 8       | 9        | 10       | 11        | 12        | 13       | 14       | 15      | 16        | 17        | Pos. | Punti |
| ---- | ----------- | ------- | --------- | -------- | ------- | --------- | --------- | -------- | ------- | -------- | -------- | --------- | --------- | -------- | -------- | ------- | --------- | --------- | ---- | ----- |
| 2010 | Pons Racing | ALC 1 2 | ALC 2 Rit | SPA 1 12 | SPA 2   | MON 1 Rit | BRN 1 Rit | BRN 2 15 | MAG 1 5 | MAG 2 11 | HUN 1 13 | HUN 2 4   | HOC 1 4   | HOC 2 SQ | SIL 1 ES | SIL 2 6 | CAT 1 Rit | CAT 2 SQ  | 9º   | 51    |
| 2011 | BVM–Target  | ALC 1 9 | ALC 2 21  | SPA 1 18 | SPA 2 4 | MNZ 1 Rit | MNZ 2 17  | MON 1 14 | NÜR 1 7 | NÜR 2 9  | HUN 1 12 | HUN 2 9   | SIL 1 Rit | SIL 2 13 | LEC 1 13 | LEC 2 8 | CAT 1 12  | CAT 2 Rit | 16º  | 28    |
| 2012 | BVM Target  | ALC 1   | ALC 2     | MON 1    | SPA 1   | SPA 2     | NÜR 1     | NÜR 2    | MSC 1   | MSC 2    | SIL 1 10 | SIL 2 Rit | HUN 1     | HUN 2    | LEC 1    | LEC 2   | CAT 1     | CAT 2     | 27º  | 1     |